# Hovertank 3D
A Hovertank 3D (számos egyéb néven Hovertank, Hovertank 3-D vagy Hovertank One), az id Software által kifejlesztett, gépjárműves harci játék, amelyet a Softdisk adott ki 1991 áprilisában.

## Történet
A játék egy vegyi háború alatt játszódik, melyben a játékosnak egy zsoldost, Brick Sledge-t kell irányítania, akit egy ismeretlen szervezet (a játék UFA-ként említi) bérelt, hogy megmentse az embereket a nukleáris támadás veszélye alatt levő városoktól (főleg politikai aktivisták vagy tudósok), a kormány és a nagyvállalatok által. A városok azonban tele vannak mutálódott emberekkel, furcsa lényekkel és ellenséges tankokkal.

## A játék menete
A játékosnak egy tankot kell irányítani minden szinten és meg kell megtalálnia azokat az embereket, akiket meg kell menteni. A pályákon sok ellenség van, akik az emberekre és a játékosra is vadásznak. A játékos nyomon követheti mind az embereket, mind az ellenségeket a képernyő alján található radarkijelzőn. Miután meg lett mentve az összes életben maradt ember, egy sárga teleport jelenik meg valahol a szinten belül. Ezt meg kell találni ahhoz, hogy a szintet befejezzük. Ezután a játékos megkapja díját, a biztonságosan megmentett emberek száma és a művelet gyorsasága alapján. Ha a tankban esetleges akármilyen kár keletkezett (pl. megtámadtak), a játék az összes pálya végén helyrehozza azt.

## Örökség
A játék forráskódja, amely jelenleg a Flat Rock Software tulajdonában van, 2014 júniusában jelent meg a GNU General Public License alatt, hasonlóan, mint amit az id és a partnerek tettek.

## Fordítás
Ez a szócikk részben vagy egészben  a   Hovertank 3D című angol Wikipédia-szócikk ezen változatának fordításán alapul.  Az eredeti cikk szerkesztőit annak laptörténete sorolja fel. Ez a jelzés csupán a megfogalmazás eredetét és a szerzői jogokat jelzi, nem szolgál a cikkben szereplő információk forrásmegjelöléseként.